# الضية (القريشية)

تعديل مصدري - تعديل

الضية هي إحدى قرى عزلة قيفه ال محن الجوف بمديرية القريشية التابعة لمحافظة البيضاء، بلغ تعداد سكانها 172 نسمة حسب تعداد اليمن لعام 2004.